# Stenophylax caesareicus
Stenophylax caesareicus là một loài Trichoptera trong họ Limnephilidae. Chúng phân bố ở miền Cổ bắc.